# Star Screen Award/Bester Schnitt
Der Star Screen Award Best Editing ist eine Kategorie des indischen Filmpreises Star Screen Award.
Der Star Screen Award Best Editing wird von einer angesehenen Jury der Bollywoodfilmindustrie gewählt. Die Gewinner werden jedes Jahr im Januar bekanntgegeben.
Liste der Gewinner:
| Jahr | Film                           | Filmeditor          |
| ---- | ------------------------------ | ------------------- |
| 1995 | Hum Aapke Hain Koun...!        | Mukhtar Ahmed       |
| 1996 | Haqeeqat                       | Kuldeep Mohan       |
| 1997 | Is Raat Ki Subah Nahi          | Renu Saluja         |
| 1998 | Virasat                        | M. Gopala Krishana  |
| 1999 | Soldier                        | Hussain Burmawala   |
| 2000 | Sarfarosh                      | Jeethu Mandal       |
| 2001 | Kaho Naa... Pyaar Hai          | Sanjay Verma        |
| 2002 | Lagaan                         | Ballu Saluja        |
| 2003 | Company – Das Gesetz der Macht | Chandan Arora       |
| 2004 | Kal Ho Naa Ho                  | Sanjay Sankla       |
| 2005 | Dhoom                          | Rameshwar S. Bhagat |
| 2006 | Yahaan                         | Shekar              |
| 2007 | Lage Raho Munna Bhai           | Rajkumar Hirani     |
| 2008 | Chak De! India                 | Amitabh Shukla      |